# ボディー・ミラー
サミュエル・ボディー・ミラー（Samuel Bode Miller、1977年10月12日 - ）は、アメリカ合衆国のアルペンスキー選手。ニューハンプシャー州イーストン出身。

## 経歴
2002年ソルトレークシティオリンピックの大回転と複合で2個の銀メダルを獲得。アルペン競技では地元アメリカ勢唯一のメダリストとなり一躍有名になった。
2004-2005年シーズンは、アルペンスキーワールドカップ総合優勝を果たした。
しかし、期待された翌2006年トリノオリンピックでは、滑降の5位が最高だった。
2007-2008年シーズンに再びアルペンスキーワールドカップ総合優勝に輝いたが、五輪・世界選手権ではメダルに届かない時期が続いていた。
2010年バンクーバーオリンピックではこれまでのうっ憤を晴らすかのような活躍で、アルペン複合で金、スーパー大回転で銀、滑降で銅と、1つの大会で金銀銅すべてのメダルを獲得した。
2012年にひざの怪我をして1シーズンを棒に振ったが、2014年ソチ五輪では見事に復活してスーパー大回転で銅メダルを獲得した。
合計６つの五輪メダルを手にした最初のアメリカ人スキーヤーとなった。
また、アルペンスキーワールドカップでは合計33勝を上げ、これもアメリカ人最多である。

ミラーは、スキーだけでなく他のスポーツにも高いレベルで挑戦している。
2006年7月29日、野球独立リーグのナシュア・プライドと1日だけ契約し、試合に出場した。(翌年8月、翌々年に再出場)。
テニスの腕前はプロ並みで、高校時代には州のチャンピオンになったことがある。2010年には全米オープンテニスの予選に出場している。またサッカーやゴルフも得意。
現在はニューハンプシャー州のブレトン・ウッズに住んでいる。

## 成績

### FISワールドカップ
- シーズン総合優勝 - 2回（2005年・2008年）
- シーズン大回転優勝 - 1回（2004年）
- シーズンスーパー大回転優勝 - 1回（2005年）
- シーズン複合優勝 - 2回（2003年・2004年）
- 勝利数　33勝（歴代9位）

### FIS世界選手権
- 2003年サンモリッツ大会 - 大回転：金メダル、複合：金メダル、スーパー大回転：銀メダル
- 2005年ボルミオ大会 - スーパー大回転：金メダル、滑降：金メダル

### 冬季オリンピック
1998年長野
- 大回転　2本目途中棄権
- 回転　2本目途中棄権

2002年ソルトレイクシティ
- 複合　銀メダル
- 大回転　銀メダル
- 回転　24位

2006年トリノ
- 滑降　5位
- 複合　失格
- スーパー大回転　途中棄権
- 大回転　6位
- 回転　1本目途中棄権

2010年バンクーバー
- 滑降　銅メダル
- スーパー大回転　銀メダル
- 複合　金メダル
- 大回転　1本目途中棄権
- 回転　1本目途中棄権

2014年ソチ
- 滑降　8位
- スーパー大回転　銅メダル
- 複合　6位
- 大回転　20位